# Niger na Letnich Igrzyskach Olimpijskich 1988
Niger na Letnich Igrzyskach Olimpijskich 1988 reprezentowało 6 zawodników (sami mężczyźni). Był to 5 start reprezentacji Nigru na letnich igrzyskach olimpijskich.

## Skład kadry

### Boks
- Djingarey Mamoudou
- Badie Ovnteni
- Moumouni Siuley

## Lekkoatletyka
- Abdou Monzo
- Inni Aboubacar
- Hassane Karinou